# Black Mesa (mod)
 Der er for få eller ingen kildehenvisninger i denne artikel, hvilket er et problem. Du kan hjælpe ved at angive troværdige kilder til de påstande, som fremføres i artiklen.

 For alternative betydninger, se Black Mesa. (Se også artikler, som begynder med Black Mesa)
Black Mesa (tidligere kendt som Black Mesa Source) er både en tredjeparts mod til Half-Life 2 og et fuldstændigt "remake" af pc-spillet Half-Life. Målet med dette mod er at genskabe det originale Half-Life-univers ved hjælp af avanceret teknik fra Source motoren. Moddet indeholder et helt nyt gameplay, bestående af nye komplekse landskaber, forbedret AI og i det hele taget en mere realistisk oplevelse.

## Soundtrack
Et originalt soundtrack komponeret og produceret af den canadiske artist, Joel Nielsen, vil blive to uger før spilmodifikationens udgivelse. Flere numre er allerede tilgængelige på den officielle Black Mesa hjemmeside.